# Superman (serial)
Pour les articles homonymes, voir Superman (homonymie).
Série
Atom Man vs. Superman
(1950)
Pour plus de détails, voir Fiche technique et Distribution.
Superman est un film à épisodes (serial) américain en quinze chapitres de Spencer Gordon Bennet et Thomas Carr sorti en 1948. C'est la première adaptation audiovisuelle en live de la bande dessinée éponyme Superman.

## Synopsis
Clark Kent, alias Superman, est envoyé sur Terre par ses parents et est élevé par la famille Kent, qui lui enseigne à faire bon usage de ses pouvoirs. À l'âge adulte, Superman part à Metropolis pour travailler comme journaliste au Daily Planet et combattre le crime.

## Fiche technique
Sauf indication contraire, les informations mentionnées dans cette section peuvent être confirmées par la base de données cinématographiques IMDb,  présente dans la section « Liens externes ».
- Titre original : Superman ; The Adventures of Superman (titre alternatif)
- Titre français : Superman
- Réalisation : Spencer Gordon Bennet et Thomas Carr
- Scénario : Arthur Hoerl, Lewis Clay, Royal K. Cole d'après le personnage de Joe Shuster et Jerry Siegel
- Direction artistique : Paul Palmentola
- Décors : Sidney Clifford
- Photographie : Ira H. Morgan
- Montage : Earl Turner
- Musique : Mischa Bakaleinikoff
- Production : Sam Katzman
- Société de production : Sam Katzman Productions
- Société de distribution : Columbia Pictures
- Pays d’origine :  États-Unis
- Langue originale : anglais
- Format : noir et blanc — 35 mm — 1,37:1 — son mono
- Genre : serial, science-fiction
- Durée : 244 minutes (15 chapitres)
- Dates de sortie :
  - États-Unis : 15 juillet 1948
  - France : 20 novembre 1953

## Distribution
- Kirk Alyn : Superman / Clark Kent
- Noel Neill : Lois Lane
- Pierre Watkin : Perry White
- Tommy Bond (en) : Jimmy Olsen
- Carol Forman : Spider Lady
- Herbert Rawlinson : le docteur Graham
- Nelson Leigh (en) : Jor-El
- Luana Walters : Lara
- Leonard Penn : le propriétaire d'un magasin d'électronique / un homme de main
- Tom London : un vieux mineur

## Chapitres
1. Superman Comes To Earth
2. Depths Of The Earth
3. The Reducer Ray
4. Man Of Steel
5. A Job For Superman
6. Superman In Danger
7. Into The Electric Furnace
8. Superman To The Rescue
9. Irresistible Force
10. Between Two Fires
11. Superman's Dilemma
12. Blast In The Depths
13. Hurled To Destruction
14. Superman At Bay
15. The Payoff

Source : William C. Cline

## Accueil
Cette série de films a connu un important succès commercial lors de sa sortie au cinéma.